# Província senatorial

Império Romano em 117 d.C. As províncias senatoriais estão representadas a vermelho.

Uma província senatorial (em latim: provincia populi Romani, "província do povo Romano") correspondia, em conjunto com as províncias imperiais, a uma de duas classes de províncias romanas em que o Império se divida a partir de 27 a.C. Uma província senatorial era governada por antigos cônsules e pretores, os quais eram denominados procônsules. O mandato dos procônsules tinha a duração de um ano e eram nomeados pelo Senado. Pelo contrário, uma província imperial era governada por representantes do imperador por um período indeterminado de tempo.
Em 14 a.C. existiam as seguintes províncias senatoriais:
- Acaia
- África
- Ásia
- Bitínia e Ponto
- Creta e Cirenaica
- Chipre
- Gália Narbonense
- Bética
- Macedónia
- Sicília